# José Cura

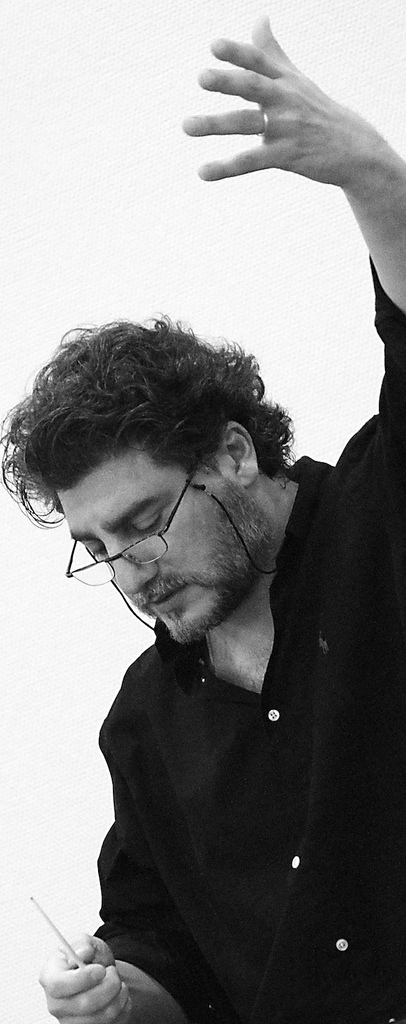
José Cura (Budapešť, 2009)

José Cura (* 5. prosince 1962, Rosario, Santa Fé, Argentina) je operní pěvec s tenorovým typem hlasu, známý charakteristickou interperetací rolí italských a francouzských oper, zejména pak Verdiho Othella a Saint-Saënsova Samsona, stejně jako pro nekonvenční koncertní vystoupení pořádající po celém světě. Je také schopný zpívat postavy vysokého barytonového hlasu.
V dětství začal hrát na kytaru. Původně studoval obory dirigent a kompozice,, až poté byl objeven jeho hlasový talent. Operní debut zaznamenal v italské Veroně roku 1992. Na koncertech v části programu (stejně jako na některých nahrávkách) současně diriguje a zpívá.
Založil Cuibar Productions, kterou tvoří Cuibar Phono Video (hudební vydavatelství) a CuibArt (management umělců).
Je také patronem New Devon Opera a viceprezidentem British Youth Opera (BYO). V roce 2007 byl jmenován hostujícím profesorem na Královské akademii hudby v Londýně.

## Profesní kariéra
- 1993 - Signorina Julia, Bibalo, Teatro Verdi, Terst, první hraná role
- 1994 - Le Villi, Puccini, Festival della Valle d'Itria, první vystoupení se zvukovým záznamem
- 1995 - Stiffelio, Verdi, Royal Opera House, Covent Garden, Londýn, debut v tomto operním domě
- 1995 - Nabucco, Verdi, Opéra national de Paris (Opéra Bastille), Paříž, Francie; debut v tomto operním domě
- 1996 - Samson et Dalila, Royal Opera House, Covent Garden, Londýn, debut této role
- 1996 - Cavalleria Rusticana, Mascagni, Ravenna; první televizní vystoupení
- 1996 - Tosca, Puccini, Vídeňská státní opera, Vídeň; debut v tomto operním domě
- 1997 - La Gioconda, Ponchielli, Teatro alla Scala, Milán, debut v tomto operním domě
- 1997 - Otello, Verdi, Teatro Regio, Turín; debut této role, vysíláno živě
- 1998 - Aida, Verdi, Nové imperiální divadlo, Tokio; debut v tomto operním domě a debut role.
- 1998 - Manon Lescaut, Puccini, Teatro alla Scala, Milán, videozáznam
- 1998 - Samson et Dalila, Washington Opera, debut v tomto operním domě
- 1999 - Cavalleria Rusticana, Mascagni, Metropolitan Opera, New York, stal se druhým tenoristou v historii Metropolitní opery, který zde měl debut v rámci otevíracího večera sezóny (druhým byl Enrico Caruso v roce 1902)
- 2000 - La Traviata à Paris, přenášeno z míst Paříže a živě vysíláno do celého světa
- 2001 - Passion for Verdi, L.S.O., Barbican Centre, Londýn, záznam na DVD
- 2001 - jmenován hlavním hostujícím dirigentem polského orchestru Sinfonia Varsovia
- 2002 - založil Cuibar Phono Video (CPV)
- 2008 - Edgar, Puccini, Teatro Regio, Turín, první moderní zpracování původní čtyřaktového díla

## Ocenění
- 1994 - 1. cena - Operalia International Opera Competition
- 1997 - Cena Abbiati – cena italských kritiků
- 1998 - Orphée d’Or - Académie du Disque Lyrique, Francie
- 1999 - Profesor Honoris Causa – Universidad C.A.E.C.E, Argentina
- 1999 - Čestné občanství – Rosario, Argentina
- 1999 - ECHO – Deutscher Schallplattenpreis: Sänger des Jahres, Německo
- 2000 - Chevalier de l'Ordre du Cedre - libanonská vláda
- 2001 - Nejlepší umělec roku, Grup de Liceistes – Barcelona
- 2002 - Ewa Czeszejko – Nadace ceny Sochacka, Polsko
- 2003 - Umělec roku – Catullus Prize, Itálie
- 2004 - Čestné občanství – City of Veszprem, Maďarsko

#### Oficiální
(anglicky)
- José Cura – oficiální stránky
- José Cura, The Opera Critic
- Cuibar Productions
- Rozhovor s José Curou na MusicalCriticism.com, září 2008 Archivováno 12. 3. 2014 na Wayback Machine.

#### Další
- (česky) José Cura Archivováno 13. 4. 2010 na Wayback Machine. – profil na MHF Český Krumlov
- (česky) Rozhovor s José Curou na Opera PLUS, 16. dubna 2010[nedostupný zdroj]
- José Cura v Internet Movie Database (anglicky)